# Deutscher Turner-Bund, Fachgebiet Orientierungslauf
Die Sportart Orientierungslauf ist seit 1975 beim Deutschen Turner-Bund (abgekürzt DTB) als eigenständiges Fachgebiet Orientierungslauf organisiert. Über den DTB ist der Orientierungslauf beim Deutschen Olympischen Sportbund (DOSB) und beim Weltverband International Orienteering Federation (IOF) vertreten.

## Geschichte
Die beiden deutschen Staaten (Bundesrepublik Deutschland und die Deutsche Demokratische Republik) gehörten 1961 zu den Gründungsmitgliedern der International Orienteering Federation. Bis zu diesem Zeitpunkt gab es in der DDR schon seit Beginn der fünfziger Jahre Orientierungslaufveranstaltungen. Waren es zuerst die sog. "Touristischen Mehrkämpfe" als Viererteams und später dann als Zweierteams, gingen – inspiriert auch durch Erfahrungen speziell in Skandinavien – Orientierungssportler aus Quedlinburg, Dresden, Leipzig und dem damaligen Karl-Marx-Stadt (heute Chemnitz) zum Ende der 1950er Jahre zum auch heute üblichen Einzel-Orientierungslauf über.
Die ersten offiziellen (West-)deutschen Meisterschaften fanden 1963 statt. 1975 kam es zur Gründung des Fachgebiets Orientierungslauf innerhalb des Deutschen Turner-Bundes. Zuvor waren die Orientierungsläufer beim Deutschen Skiverband organisiert. Bis zur Wende waren die Orientierungsläufer im Osten Deutschlands im Deutschen Verband für Wandern, Bergsteigen und Orientierungslauf (DWBO) organisiert. Im Rahmen der politischen Veränderungen mit der folgenden Wiedervereinigung beider deutschen Staaten wurde im März 1990 durch die ostdeutschen Orientierungsläufer in Bad Blankenburg der Deutsche Orientierungslauf Verband (DOLV) gegründet. Der DOLV stellte zum Ende des Jahres 1990 nicht zuletzt aufgrund des finanziellen Anreizes von Seiten des Deutschen Turner-Bundes (DTB) seine Tätigkeit ein. Die OL-Gemeinde aus dem Osten Deutschlands trat anschließend ebenfalls dem DTB als Dachverband der Orientierungssportler in Westdeutschland bei. Nicht zuletzt aufgrund der stark eingeschränkten finanziellen Unterstützung der Orientierungssportarten durch den DTB wurde im Juni 2014 der Deutsche Orientierungssport-Verband (DOSV) gegründet. Eine gemeinsam geschlossene Vereinbarung regelt die Eckpunkte die Zusammenarbeit zwischen DTB und DOSV. Die Vereinbarung trat 2018 in Kraft und endet nach einer Laufzeit von vier Jahren.
In den 1990er Jahren richtete Deutschland die Junioren-Weltmeisterschaften 1991 in Berlin und die Weltmeisterschaften der Elite 1995 in Detmold sowie zwei Weltcupveranstaltungen aus. Im Jahr 2004 wurde das Weltcup-Finale der Orientierungsläufer in Dresden ausgetragen, 2012 folgten die OL-Weltmeisterschaften der Senioren in Bad Harzburg. Ein Weltcup sowie die Senioren-Weltmeisterschaften im Ski-Orientierungslauf folgten 2016 in Oberwiesenthal. Der sächsische Rabenberg war Wettkampfzentrum des Weltcup-Finales sowie der Senioren-Weltmeisterschaften und der Jugend- & Junioren-Europameisterschaften im Mountainbike-Orienteering im Jahr 2019.
Frauke Schmitt Gran gewann 1999 mit Bronze über die Kurzdistanz die bislang einzige Medaille für Deutschland bei Orientierungslauf-Weltmeisterschaften. Im Bereich Mountainbike-Orienteering gewann Anke Dannowski 2004 bei den Weltmeisterschaften in Australien über die Langdistanz die Goldmedaille, Antje Bornhak gewann im gleichen Rennen Bronze. Im Jahr 2005 holten Anke Dannowski, Gerit Pfuhl und Antje Bornhak Staffelgold in der Slowakei. Anke Dannowski fuhr über die Langdistanz auf den Bronzerang.

## Ausgetragene Veranstaltungen
Orientierungslauf:
- Junioren-Orientierungslauf-Weltmeisterschaften 1991 in Berlin
- Orientierungslauf-Weltmeisterschaften 1995 in Detmold, Nordrhein-Westfalen
- Senioren-Weltmeisterschaften 2012 in Bad Harzburg, Niedersachsen

Zudem gab es 1990 (in Uslar), 1994 (in Quedlinburg) und 2004 (in Dresden) drei Weltcup-Veranstaltungen im Orientierungslauf in Deutschland.
Ski-Orientierungslauf:
- Weltcup, Senioren-Weltmeisterschaften 2016 in Oberwiesenthal, Sachsen

Mountainbike-Orienteering:
- Weltcup, Senioren-Weltmeisterschaften, Jugend- & Junioreneuropameisterschaft 2019 am Rabenberg, Sachsen

## Technisches Komitee
Das Technische Komitee (TK) besteht aus 11 Mitgliedern, dem Vorsitzenden und 10 Beauftragten für bestimmte Bereiche:
- TK-Vorsitzender: Steffen Lösch (USV Jena)
- Beauftragter für Aus- und Fortbildung: Alfons Ebneth (OLG Regensburg)
- Beauftragter für Wettkampf- und Kartenwesen: Jan Müller (USV TU Dresden)
- Beauftragter für Leistungs- und Nachwuchsförderung: Anne-Katrin Klar (OLF Mainz)
- Beauftragter für Freizeitsport, Angebote für Ziel- und Altersgruppen, Schulsport: Christian Harms (WOLF Haltern)
- Beauftragter für Umwelt- und Naturschutz: Prof. Dr. Nikolaus Risch (ASG Teutoburger Wald)
- Beauftragter für Öffentlichkeitsarbeit: vakant
- Beauftragter für Finanzen: Alfons Ebneth (OLG Regensburg)
- Beauftragter für Mountainbike-Orienteering (MTB-O): Sebastian Anders, (ESV Bitterfeld)
- Beauftragter für Ski-Orientierungslauf (Ski-OL): Diethard Kundisch, (USV TU Dresden)
- Beauftragter für Präzisionsorientieren (Trail-O): Ralph Körner, (OLV Landshut)